# Нечаев-Мальцов, Юрий Степанович
Ю́рий Степа́нович Неча́ев-Мальцо́в (11 [23] октября 1834, Полибино, Данковский район — 8 октября 1913) — русский меценат, благотворитель, переводчик, дипломат, владелец стекольных заводов и фабрик, почётный гражданин города Владимира (1901), почётный член Московского археологического общества, почётный член Императорской Академии художеств (1902), тайный советник (1891), обер-гофмейстер.

## Биография

### Образование и ранние годы
Родился в родовой усадьбе старинного рода Нечаевых в селе Сторожевая слободка (ныне Полибино Данковского района Липецкой области). Его отец — обер-прокурор Святейшего синода, сенатор Степан Дмитриевич Нечаев.
Окончил в 1853 году с серебряной медалью 1-ю московскую гимназию, в 1857 году — юридический факультет Московского университета. Служил в главном архиве Министерства иностранных дел, был переводчиком и ездил с дипломатическими поручениями в Берлин, Париж и другие города Европы.
Много лет Юрий Степанович работал главным помощником своего дяди Ивана Сергеевича Мальцова, показав себя как «скромный, молчаливый и необычайно трудолюбивый» человек. Незадолго до смерти в 1880 году Иван Сергеевич объявил племянника Юрия Степановича основным наследником, передав ему несколько фабрик и заводов в различных губерниях России, включая крупнейший Гусевской хрустальный завод во Владимирской губернии. Такой поступок Иван Мальцов объяснил просто — «дело выше семейных отношений, а среди [близких] родственников нет того, кто смог бы распоряжаться фабриками». Вступая в права наследования, Нечаев принял также и фамилию дяди (родного брата матери) и стал Нечаевым-Мальцовым.
В Санкт-Петербурге с 1880 года Нечаев-Мальцов жил в бывшем особняке графа Кочубея на Сергиевской улице (ныне улица Чайковского). В 1883—1884 годах архитектором Леонтием Бенуа по заказу Нечаева-Мальцова были выполнены интерьеры этого здания в стиле рококо.

### Благотворительность

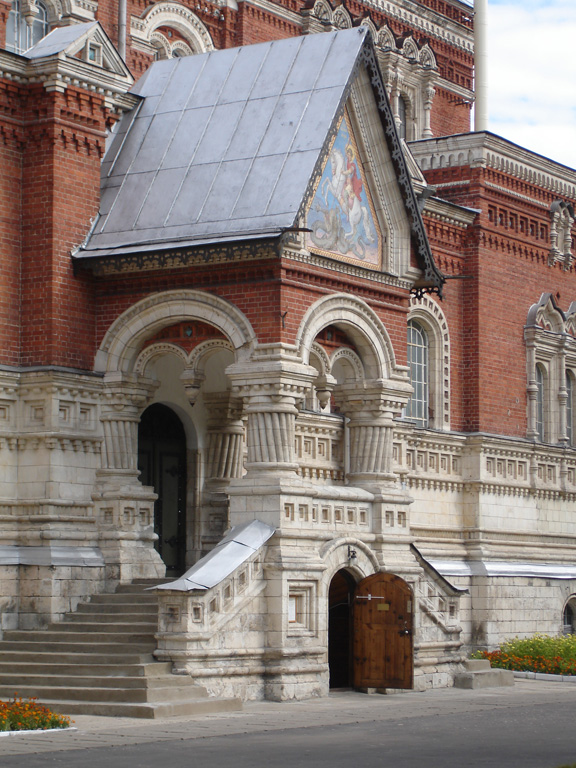
Вход в Георгиевский собор, подаренный Нечаевым-Мальцовым городу Гусь-Хрустальному

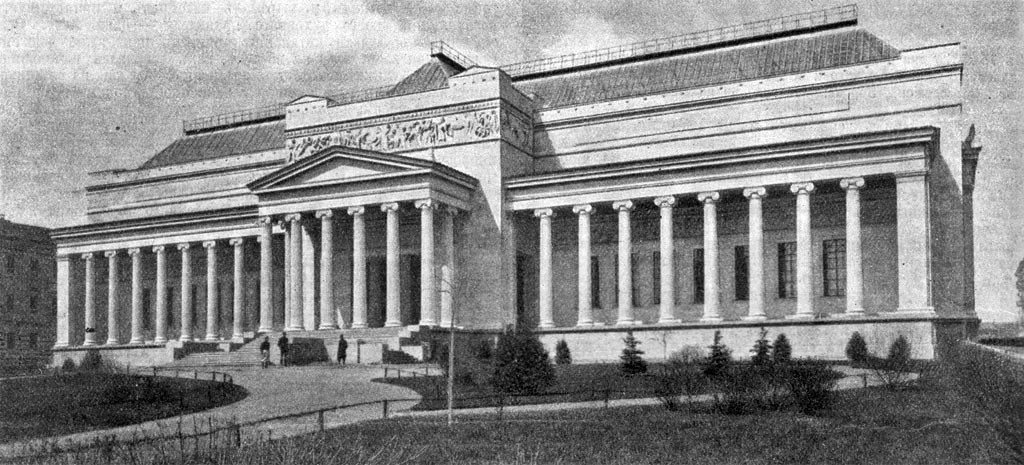
Музей изящных искусств имени императора Александра III перед открытием 1912 года. Фотография Карла Фишера

В Петербурге Юрий Степанович попечительствовал Морскому благотворительному обществу, Николаевской женской больнице, Сергиевскому православному братству, помогал Дому призрения и ремесленного образования бедных детей, с 1910 года был попечителем школы Императорского женского патриотического общества имени Великой Княгини Екатерины Михайловны.
Долгое время был членом Попечительного комитета о сёстрах Красного Креста, на основе которого в 1893 году под покровительством принцессы Ольденбургской возникла Община сестёр милосердия Святой Евгении. Став вице-президентом общины, пожертвовал деньги на строительство под её эгидой двух больничных павильонов и здания Убежища для престарелых сестёр милосердия имени Императора Александра III. Финансировал деятельность медицинских учреждений.
Нечаев-Мальцов был вице-председателем Общества поощрения художеств и субсидировал журнал «Художественные сокровища России», редакторами которого состояли Александр Бенуа и Адриан Прахов.
В 1885 году Ю. С. Нечаев-Мальцов основал во Владимире Техническое училище имени Ивана Мальцова, одно из лучших в Европе по техническому оснащению (ныне Владимирский авиамеханический колледж). При возведении здания Исторического музея во Владимире пожертвовал стекло для изготовления музейных витрин. Воздвиг в центре города Гуся, ставшего именоваться при нём Гусь-Хрустальным, храм Святого Георгия по проекту Леонтия Бенуа, а в селе Березовке — храм Дмитрия Солунского в память воинов, павших в Куликовской битве. Храмы расписывал Виктор Васнецов. Вслед за храмами-памятниками в Гусь-Хрустальном была построена богадельня имени Ивана Мальцова, а в Москве на Шаболовке в 1906 году был построен комплекс дворянской богадельни имени Нечаева-Мальцова (архитектор Роман Клейн).

### Государственный музей изобразительных искусств имени А. С. Пушкина
В историю Юрий Нечаев-Мальцов вошёл как человек, подаривший России Музей изящных искусств в Москве, практически полностью профинансировав его создание: более 2 млн из 2,6 млн рублей. Вклад Нечаева-Мальцова в музей был колоссален: мраморная и гранитная облицовка, беломраморная колоннада главного фасада, портик, украшенный фризами, работами академика Гуго Залемана. За годы строительства музея Нечаев-Мальцов стал ближайшим другом и соратником профессора Ивана Цветаева, главного основателя музея.

На фасаде ГМИИ установлена мемориальная доска с барельефным портретом Юрия Нечаева-Мальцова

Нечаев-Мальцов выделил средства на приглашение искусных каменотёсов из Италии и оплатил оформление центральной парадной лестницы разноцветными породами венгерского мрамора — серого, жёлтого, розового, красного, зелёного. «Белый зал» с 16 колоннами был отделан голубым фризом с золотым орнаментом и изящной медной дверью. Первым даром мецената был двадцатиметровый фриз — копия мозаичных панно собора Святого Марка в Венеции. Триста рабочих, нанятых Нечаевым-Мальцовым, добывали на Урале белый мрамор особой морозоустойчивости; когда же выяснилось, что десятиметровые колонны для портика сделать в России невозможно, Юрий Нечаев-Мальцов заказал их в Норвегии, зафрахтовал пароход для их доставки морем и баржи для сплава по рекам до самой Москвы.
Официальное открытие Музея изящных искусств имени Александра III состоялось 31 мая 1912 года в присутствии Николая II и его матери Марии Фёдоровны, а также дочерей: Ольги, Татьяны, Марии и Анастасии. В этот же день Юрий Нечаев-Мальцов получил орден Белого орла за свой вклад в развитие искусства.

### Поздние годы и наследие
Нечаев-Мальцов был удостоен придворных званий камергера (1887), гофмейстера (1891) и обер-гофмейстера в 1907 году.

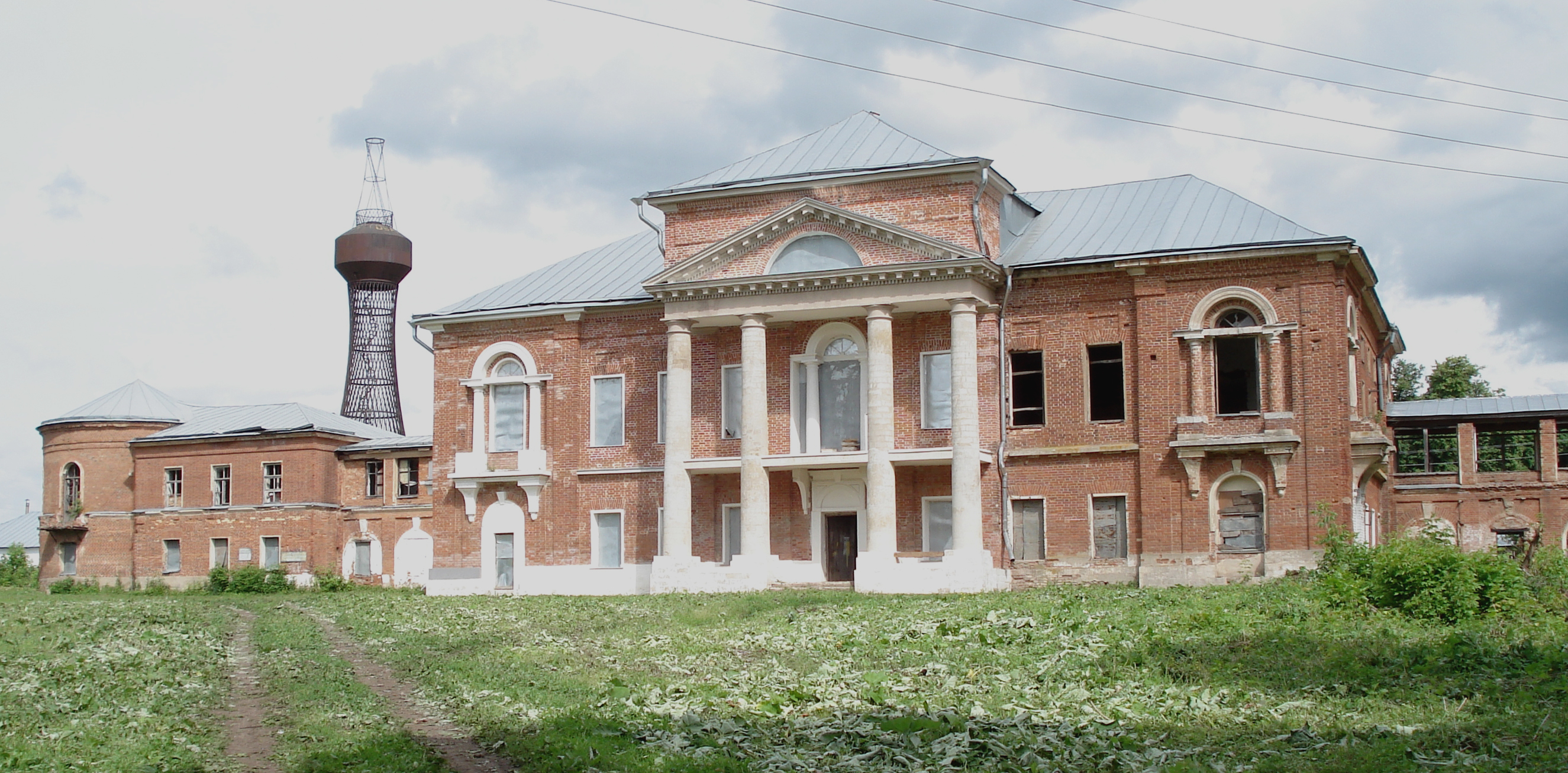
Особняк Нечаевых (XVIII век, архитектор Василий Баженов) и башня Шухова (XIX век) в усадьбе Полибино

В имении Нечаева-Мальцова в селе Полибино до революции 1917 года находился первый в России музей Куликовской битвы. В Полибине у Нечаева-Мальцова гостили и творили Лев Толстой, Илья Репин, Иван Айвазовский, Константин Коровин, Василий Поленов, Виктор Васнецов, Николай Бенуа, Александр Бенуа, Ольга Книппер-Чехова, Анна Ахматова.
В Полибине сохранилась стальная ажурная сетчатая башня, выполненная по проекту инженера Владимира Шухова, купленная Нечаевым-Мальцовым на Нижегородской промышленной выставке 1896 года. Это первое в мире сооружение гиперболоидной конструкции.

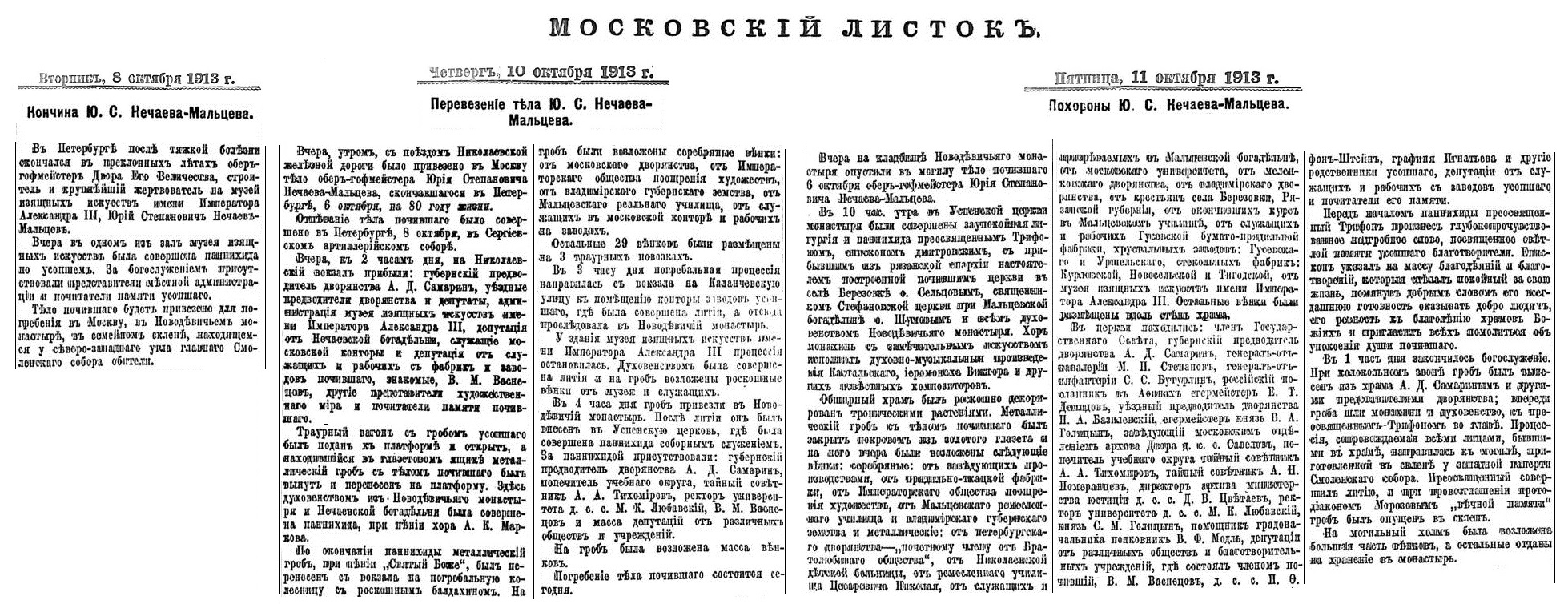
Заметки в газете «Московский листок» о кончине и похоронах Ю. С. Нечаева-Мальцова

Скончался 6 (19) октября 1913 года в своем доме в Петербурге на Сергиевской улице (сейчас Чайковского, 30) от острого катарального воспаления легких. Был отпет в петербургском Сергиевском всея артиллерии соборе, вслед за чем похоронен в московском Новодевичьем монастыре, рядом со своими родителями; захоронения утрачены в 1930-е годы. По завещанию бездетного Юрия Нечаева его состояние в 1914 году перешло к двум наследникам — графу Павлу Игнатьеву и князю Сан-Донато Елиму Павловичу Демидову. Павел Игнатьев получил мальцовские фабрики, а часть Елима Демидова была составлена из двух домов в Петербурге, усадьбы в Полибино и все капиталы, находящиеся в Петербургских банках. В 1918 году предприятия были национализированы. На их базе образован Мальцкомбинат.